# Amraica debrunnescens
Amraica debrunnescens  är en fjärilsart som beskrevs av Louis Beethoven Prout 1926. Amraica debrunnescens  ingår i släktet Amraica och familjen mätare, Geometridae. Inga underarter finns listade i Catalogue of Life.